# Рагби 15 репрезентација Мексика
Рагби јунион репрезентација Мексика је рагби јунион тим који представља Мексико у овом екипном спорту. Рагби су у Мексико донели британски радници тридесетих година двадесетог века, а први званичан тест меч рагбисти Мексика одиграли су 1985. и поражени су 22-18 од рагби јунион репрезнтације Кајманских Острва. Дрес Мексика је зелене боје, а капитен је Хуан Пабло Андраде. 

## Тренутни састав[2]
- Хуан Пабло Андраде - капитен
- Герардо Гутјерез
- Бруно Родригез
- Мигел Карнер
- Лукас Колавиза
- Кристијан Хенинг
- Паул Пањано
- Рикардо Ривероз
- Карлос Сусареј
- Алан Акавендо
- Алехандро Чавез
- Герардо Хернандез Хил
- Виктор Олива
- Семи Гиту
- Паскал Надауд
- Хуан Мануел Цеја
- Карлос Прието
- Макс Доуек
- Антонио Гил Хернандез
- Луис Хернандез
- Патрик Жуан
- Ерик Кастиљо
- Ферид Самано
- Гонзало Тадеи
- Роберто Калдерон
- Хуан Карлос Кастаненда
- Фернандо Херејон
- Пабло Пинедо
- Луис Росете
- Симон Пиере